# Her Temptation
Her Temptation è un film muto del 1917 diretto da Richard Stanton.

## Produzione
Il film fu prodotto dalla Fox Film Corporation.

## Distribuzione
Distribuito dalla Fox Film Corporation, il film - presentato da William Fox - uscì nelle sale cinematografiche statunitensi il 9 aprile 1917.